# You Gotta Go There to Come Back
You Gotta Go There to Come Back é o quarto álbum de estúdio da banda de rock galesa Stereophonics, foi lançado em 2 de junho de 2003 pela gravadora V2 Records. Tornou-se o terceiro álbum consecutivo do grupo a alcançar o topo na parada britânica.

## Faixas
1. "Help Me (She's Out of Her Mind)" – 6:55
2. "Maybe Tomorrow" – 4:33
3. "Madame Helga" – 3:55
4. "You Stole My Money Honey" – 4:18
5. "Getaway" – 4:08
6. "Climbing the Wall" – 4:55
7. "Jealousy" – 4:26
8. "I'm Alright (You Gotta Go There to Come Back)" – 4:36
9. "Nothing Precious at All" – 4:20
10. "Rainbows and Pots of Gold" – 4:11
11. "I Miss You Now" – 4:50
12. "High as the Ceiling" – 3:19
13. "Since I Told You It's Over" – 4:43

Outras canções (CD2)
1. "Royal Flush"
2. "Have Wheels Will Travel"
3. "Change Changes Things"
4. "Moviestar"
5. "Lying to Myself Again"

## Singles
1. "Madame Helga"
2. "Maybe Tomorrow"
3. "Since I Told You It's Over"
4. "Moviestar"